# Karl Adolf von Wachsmann
Karl Adolf von Wachsmann (* 27. September 1787 in Grünberg in Schlesien; † 28. August 1862 in Dresden) war ein deutscher Schriftsteller.

## Leben
Karl Adolf von Wachsmann war der Sohn eines pensionierten Hauptmanns der Kavallerie.
Seine schulische Ausbildung erhielt er in Breslau. Im Alter von 15 Jahren trat Wachsmann in preußische Militärdienste. Nach dem Feldzug von 1806 bis 1807 nahm er seinen Abschied und trat in die Badische Armee ein.
Er beteiligte sich 1809 als Leutnant in der Brigade des Oberst Karl von Stockhorner und Starein (1773–1843) und der Division Beaumont im Feldzug gegen die Tiroler. 1810 marschierte er mit einem Bataillon des 4. badischen Regiments nach Spanien, von wo er im folgenden Jahr in die Garnison seines Regiments nach Mannheim zurückkehrte. Als sein Regiment Ende 1811 in die Garnison Stettin verlegt wurde, nahm er seinen Abschied.
Er lebte von 1812 bis 1818 als Gutsherr auf Kreidelwitz bei Gramschütz im Kreis Glogau. Nach dem Verkauf seines Guts nahm er seinen Wohnsitz in dem von ihm erworbenen Gut Buschvorwerk bei Schmiedeberg und war teils als erster Kreisdeputierter des Hirschberger Kreises und teils als Schriftsteller tätig.
1824 war er Mitarbeiter am Gesellschafter, 1825 an der Abendzeitung und der Zeitung für die elegante Welt und dehnte in den folgenden Jahren seine Tätigkeit auf ein Dutzend anderer Zeitschriften aus.
1833 siedelte er nach Dresden über und blieb dort bis zu seinem Lebensende wohnhaft.
1836 erhielt er für seine Novelle Die Währinger einen Preis von 30 Dukaten von der Redaktion der belletristischen Zeitschrift Der Telegraph in Wien. In der Preiskommission befanden sich Johann Ludwig Deinhardstein, Michael Leopold Enk von der Burg und Juda Jeitteles. Nach Johann Ludwig Deinhardstein wurde der Preis für die Novelle verliehen, als dem künstlerisch abgerundeten Werke eines Mannes von vielseitiger Bildung, von Geschmack und nicht gewöhnlicher Menschen- und Geschichtskenntniß.
1837 hatte er Lilien – Taschenbuch historisch-romantischer Erzählungen gegründet, das er von 1838 bis 1848 und 1850 herausgab; 1830 begann er die Ausgabe seiner gesammelten Erzählungen und Novellen, von denen 93 in 37 Bänden bis 1849 erschienen.
Er verfasste eine Reisebeschreibung nach Helgoland mit einer historischen und topografischen Abhandlung sowie einer Beschreibung der ethnografischen und naturhistorischen Verhältnisse der Insel.
Er war unter anderem mit den Schriftstellern Ludwig Tieck, August von Witzleben, Carl Weisflog, Theodor Hell, Friedrich Gustav Schilling, Gotthilf August von Maltitz, Christoph August Tiedge, Johann Friedrich Kind und George von Brunnow befreundet.
Karl Adolf von Wachsmann war mit einer schlesischen Verwandten verheiratet.

## Schriften (Auswahl)
- Erzählungen und Novellen.
  - 1. Band. Leipzig 1830 (Digitalisat).
  - 2. Band. Leipzig 1830 (Digitalisat).
  - 3. Band. Leipzig 1832 (Digitalisat).
  - 4. Band. Leipzig 1832 (Digitalisat).
  - 5. Band. Leipzig 1834 (Digitalisat).
  - 6. Band. Leipzig 1834 (Digitalisat).
  - 9. Band. Leipzig 1838 (Digitalisat).
  - 11. Band. Leipzig 1839 (Digitalisat).
  - Neue Folge, 1. Band. Leipzig 1836 (Digitalisat).
  - Neue Folge, 2. Band. Leipzig 1837 (Digitalisat).
  - Neue Folge, 4. Band. Leipzig 1839 (Digitalisat).
  - Neue Folge, 6. Band. Leipzig 1839 (Digitalisat).
  - Neue Folge, 10. Band. Leipzig 1840 (Digitalisat).
  - Neue Folge, 12. Band. Leipzig 1841 (Digitalisat).
  - Neue Folge, 27. Band. Leipzig 1847 (Digitalisat).
  - Neue Folge, 28. Band. Leipzig 1847 (Digitalisat).
  - Neue Folge, 31. Band. Leipzig 1849 (Digitalisat).
  - 2. Folge, 1. Band. Leipzig 1840 (Digitalisat).
  - 2. Folge, 2. Band. Leipzig 1840 (Digitalisat).
  - 2. Folge, 3. Band. Leipzig 1840 (Digitalisat).
  - 2. Folge, 5. Band. Leipzig 1841 (Digitalisat).
  - 2. Folge, 7. Band. Leipzig 1841 (Digitalisat).
  - 2. Folge, 8. Band. Leipzig 1841 (Digitalisat).
  - 3. Folge, 3. Band. Leipzig 1843 (Digitalisat).
  - 3. Folge, 4. Band. Leipzig 1843 (Digitalisat).
  - 4. Folge, 5. Band. Leipzig 1847 (Digitalisat).
  - 4. Folge, 7. Band. Leipzig 1849 (Digitalisat).
  - 4. Folge, 8. Band. Leipzig 1849 (Digitalisat).
- Das Urteil des Vaters – historisches Schauspiel in 5 Acten. Friedländer, Breslau 1836.
- Lilien. Leipzig 1841 (Digitalisat).
- Helgoland – Ein Büchlein zur Begleitung für Lust- und Badereisende. Arnold, Dresden u. Leipzig 1842, 3. Auflage 1847(Digitalisat).